# 张宏良
张宏良（1955年7月31日—），山东济南人，乌有之乡和民族复兴网的主要撰稿人之一。

## 生平
张宏良就职于中央民族大学继续教育学院。2007年发起金融爱国运动。2008年，他创造的“美国鹦鹉”、“宠物自由派”等词汇成为2008年网络词汇。2009年初，张宏良参加凤凰卫视《一虎一席谈》的节目《牛年能否行牛运》。同年3月底，中国银行业监督管理委员会宣布不再强制国有企业引入境外战略投资者，中华人民共和国财政部宣布外资只能经证券市场按市价购买中国股票。同年4月初，张宏良应邀到新华网任嘉宾，谈论二十国集团领导人第二次金融峰会。

## 外界评论
陈子明称其为中国保皇毛派的代表人物。